# Eutelia metasarca
Eutelia metasarca là một loài bướm đêm trong họ Noctuidae.